# ماكس جوزيف رومر
ماكس جوزيف رومر (1791-1849) (بالإنجليزية: Max Joseph Roemer)‏ هو عالم نبات ألماني.